# Isabella Losa
Isabella Losa  (auch Isabella Losa von Cordova; * 1473; † 1546) war eine Nonne und Theologin.

## Leben
Isabella Losa entstammte einer vornehmen Familie aus Cordova (bei Turin). Es ist bekannt, dass sie sprachbewandert war. Sie beherrschte Latein und Griechisch sowie Hebräisch. Außerdem hatte sie den Doctor theologiae erworben. Nach dem Tod ihres Mannes trat sie in den Orden der Klarissen ein. Als Ordensschwester durchwanderte sie ganz Italien, gründete mehrere Armenhäuser und das Hospital von Loretto.
Der Tag ihrer Seligsprechung fällt auf den 5. März.